# Bertrand Fortin
Pour les articles homonymes, voir Fortin.
Bertrand Fortin, né le 29 novembre 1945, anciennement professeur de sciences spécialisé en électronique, il a été président de l'université de Rennes I de 2003 à 2008. 

## Formation
- 1972, il obtient un doctorat en électronique à l’université de Rennes I.

## Carrière universitaire

### Enseignements
- 1984, il devient maître de conférences en 1984
- 1987, il décroche un doctorat d’État ès sciences
- 1992, il passe professeur des universités en 1992.

### Administration
Il a été vice-président de la commission recherche de la Conférence des présidents d'université,
- De 1997 à 2001, il dirige l’IUT de Rennes
- De 2005 à 2007, il préside l’Europôle universitaire de Rennes
- De 2007 à 2010, il préside l’Université européenne de Bretagne

### Spécialités et axes de recherches
Ses enseignements portent sur l'électronique, l’électrotechnique et l’électronique de puissance, et ses recherches sur les composants électroniques, les caractérisations électriques et les semiconducteurs-polycristallins. Il a aussi travaillé sur l’université à l’ère du numérique.
Selon ses propres termes: Il faut absolument faire sortir les projets de R&D des laboratoires et encourager nos enseignants à se lancer dans l'aventure économique. 